# Wu Zixu
Wu Zixu (chinois : 伍子胥, pinyin : Wŭ Zĭxū en pinyin) est un guerrier, stratège et homme politique du VIe siècle av. J.-C. (559 à 484 av. J.-C.).
Wu Zixu est né dans l'État de Chu sous le règne du roi Ping. Son père fut victime d’un complot qui le condamna injustement à mort, lui et ses deux fils. Le cadet, Wu Zixu, se révolta et s’enfuit vers l'État de Wu, jurant de venger son père.
Wu Zixu entra alors au service du roi de Wu, Helü. Il devint rapidement Premier ministre du royaume et assura sa prospérité. À la mort du roi Helü, Fuchai devint le nouveau roi de Wu. Mais ce dernier ne réitéra pas la confiance de son prédécesseur envers Wu Zixu : ainsi lorsque Wu Zixu le prévint avec insistance du danger que représentait l’État montant de Yue, non seulement il ne fut pas écouté, mais il lui fut même demandé de se suicider ! Wu Zixu s’exécuta en 484 av. J.-C., mais en exigeant au préalable que ses yeux fussent prélevés après sa mort pour être accrochés sur les portes de la capitale, afin de pouvoir lui-même assister à sa prise. La prédiction se réalisa dix ans plus tard, lorsque l’armée de Yue écrasa celle de Wu.
Les inventaires de bibliothèques témoignent de l’existence de plusieurs écrits de Wu Zixu ; toutefois, ces derniers ont été rapidement perdus et il n'en restait aucune trace. Son plus important texte, le Helü (du nom du roi que servait Wu Zixu) fut cependant miraculeusement redécouvert en 1983 lors de fouilles archéologiques. Le texte n’est pour l’heure que partiellement traduit en français, et tout porte à croire que son contenu a très fortement inspiré l’écriture de L’Art de la guerre de Sun Tzu.

## Les sources
Les principaux éléments de sa biographie figurent dans les Printemps et Automnes de Lü (IIIe siècle av. J.-C.) et Les mémoires historiques (ou Shiji), de Sima Qian.

## Un compagnon de Sun Tzu
Les Annales des Printemps et Automnes des Royaumes de Wu et de Yue (IIe siècle av. J.-C.) racontent que Wu Zixu aurait rencontré Sun Tzu dans l’État de Wu. Les deux hommes seraient devenus amis et Wu Zixu aurait par six fois tenté d’introduire Sun Tzu auprès du roi Helü, à chaque fois sans succès. À la dernière tentative, le roi aurait accepté de recevoir le stratège et de lire son traité. Le roi aurait été immédiatement fasciné et aurait pris Sun Tzu à son service. Les deux stratèges auraient ainsi guerroyé de nombreuses années côte à côte.